# Pseudocolochirus violaceus

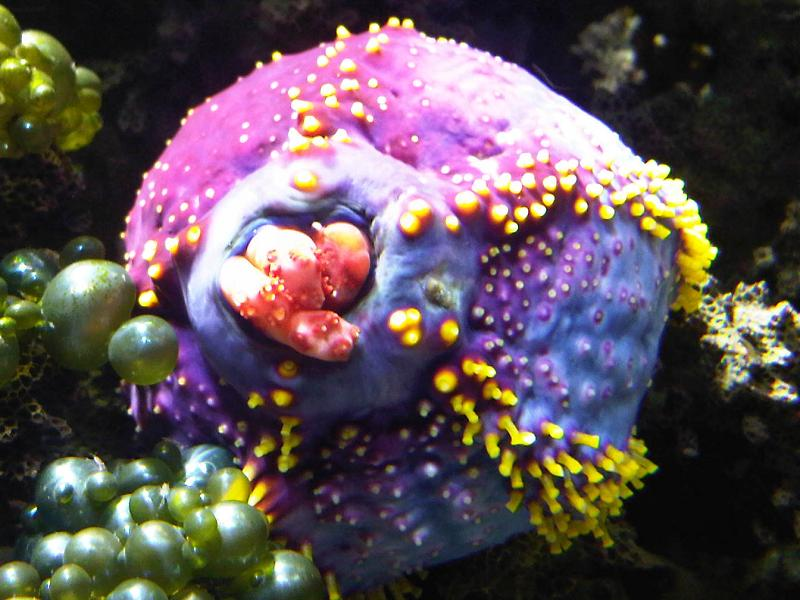

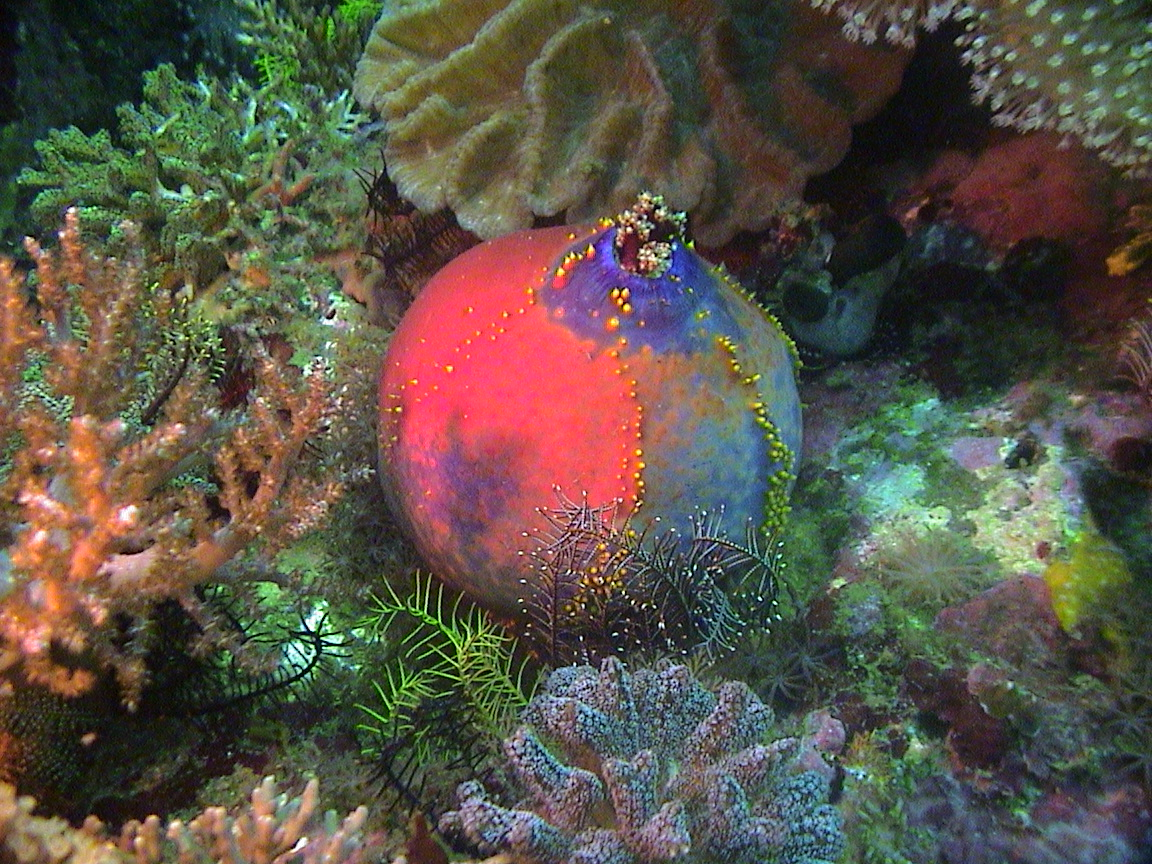
Manzana de mar en Cannibal rock, Indonesia.

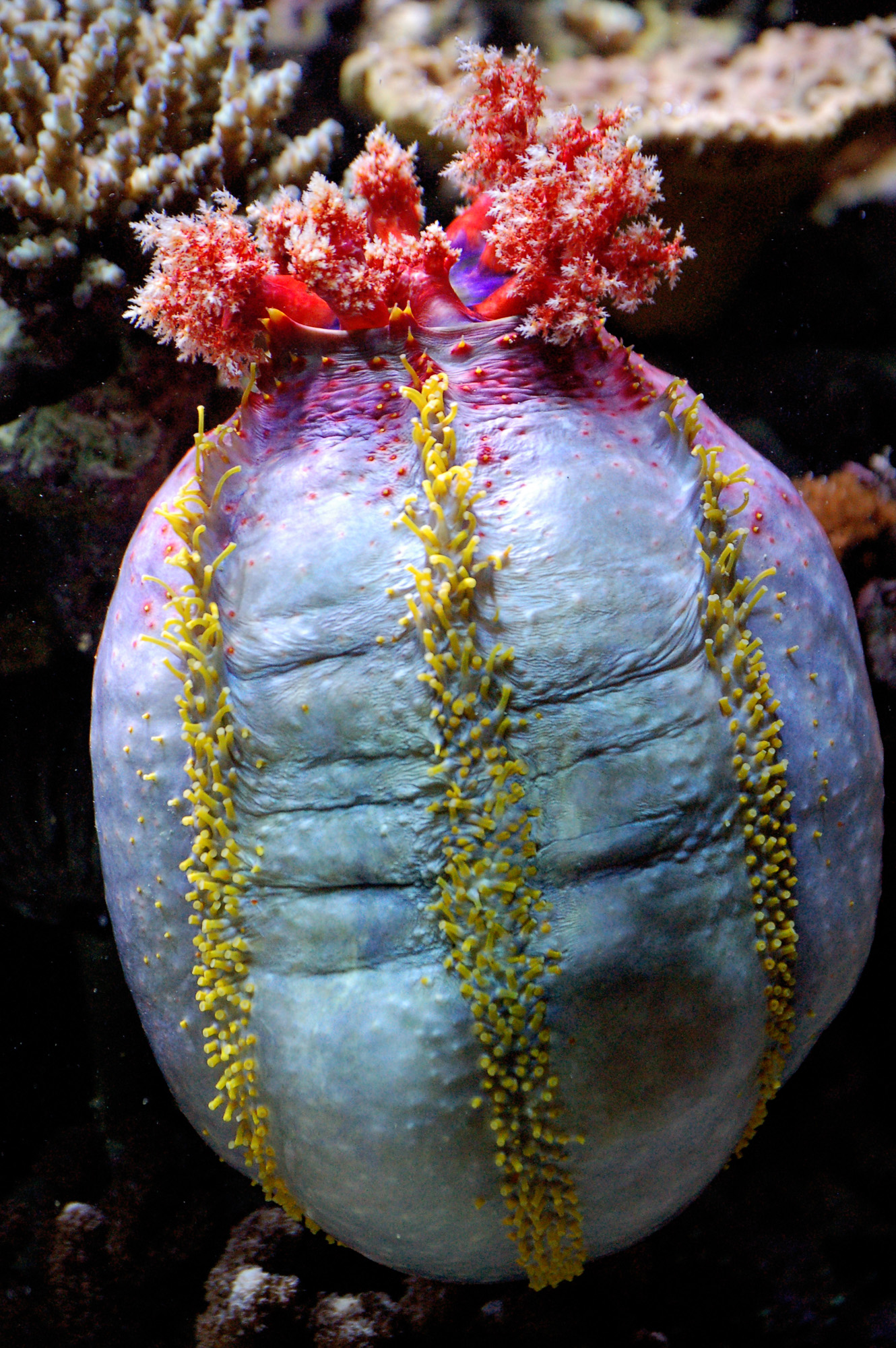

La manzana de mar o cucumaria tricolor (Pseudocolochirus violaceus) es una especie de holoturia de la familia Cucumariidae.
Este singular y llamativo animal vive sobre rocas de arrecifes.

## Morfología
El cuerpo es ovoide y tiene una apertura bucal por un extremo, de la que salen tentáculos pinnados, ramificados en forma de pluma, que le sirven para atrapar alimento de las corrientes. En el otro extremo se halla la abertura anal. A los lados del cuerpo, en las zonas radiales, tiene cinco hileras de tentáculos, de color amarillo, tres a modo de pies ambulacrales y otras dos que tienen función sensitiva.  
Su color es variado y va desde el violáceo, o azul al gris blanquecino o con tonos rojizos. Su tamaño alcanza los 20 cm.

## Hábitat y distribución
Habita tanto en sustratos rocosos como en praderas de hierba marina o caulerpas. Se fija a rocas y corales de arrecifes o recorre el sustrato, en zonas de corrientes moderadas a fuertes, ya que es un animal filtrador. Suele colonizar las paredes verticales del arrecife expuestas a corrientes.
Su rango de profundidad está entre los 3 y los 30 m de profundidad, aunque se reportan localizaciones hasta 84,9 m de profundidad. Su rango de temperatura está entre 23.27 y 27.59 °C.
Su distribución geográfica comprende las zonas tropicales del océano Indo-Pacífico, desde la costa este africana, en Sudáfrica, Mozambique, Madagascar, el mar Rojo, la bahía de Bengala, China, Australia, Filipinas y sur de Japón.

## Alimentación
Es una especie filtradora, y se alimenta atrapando plancton y detritos; tanto de la corriente, utilizando sus tentáculos ramificados recubiertos de mucus, como de las rocas y el sustrato, dónde también se alimenta de bacterias.
Tienen una importante función en los ecosistemas del fondo del mar (o bentónicos), en los que son capaces de producir sustanciales cambios físico-químicos por la ingestión intensiva y selectiva de la capa superficial del sedimento y por el enriquecimiento ambiental que producen sus deposiciones.

## Reproducción
Se reproduce sexualmente, es vivíparo placentario tras la expulsión de los gametos hacia la columna de agua, ocurre la formación del huevo, tras el que transcurren cuatro estadios larvales: Auricularia, Bipinnaria, Doliolaria y Pentácula, esta última desarrolla un pequeño pie, por el cual se fija al sustrato y pasa a ser bentónica, tras un período de 2-3 meses se convierte en un pequeño juvenil de pocos centímetros.

## Mantenimiento
Se debe dotar al acuario de roca viva. La corriente debe ser de moderada a alta, ya que es un animal fitrador y se alimenta de las partículas de plancton que atrapa en ella.
Es importante mantener niveles adecuados en los parámetros obligados del acuario marino: salinidad, nitratos, fosfatos, calcio, magnesio y oligoelementos. Es muy sensible al cobre, por lo que se deben evitar en su acuario tratamientos veterinarios a base de cobre, frecuentes en curas para peces.
Si se estresa puede liberar toxinas venenosas, en concreto la sustancia holoturina, que podrían dañar algún animal próximo. Por lo que no se debe mantener con especies de peces ángel o mariposa, que mordisquearán al animal, provocando la reacción defensiva de liberar el veneno.